# Drużno (województwo warmińsko-mazurskie)
Drużno (niem. Drausenhof) – wieś w Polsce położona w województwie warmińsko-mazurskim, w powiecie elbląskim, w gminie Elbląg.
W latach 1975–1998 miejscowość administracyjnie należała do województwa elbląskiego.